# Квентин Дорвард (фильм, 1955)
«Кве́нтин До́рвард» — британский исторический фильм режиссера Ричарда Торпа. Производства студии Metro-Goldwyn-Mayer. Основан на романе Вальтера Скотта «Квентин Дорвард». Третий фильм исторической трилогии с Робертом Тейлором в главной роли после «Айвенго» (1952) и «Рыцари Круглого Стола» (1953).

## Сюжет
Сын шотландского дворянина Квентин Дорвард едет во Францию с целью привести графиню Изабеллу ле Круа. Герцог Бургундский Карл хочет устроить свадьбу ле Круа с целью укрепления союза с Шотландией. Графиня сбегает и ищет помощь у Людовика XI, Дорвард под командованием Уильяма де Ла Марка спасает графиню от ограбления разбойников но скрывает от неё свою личность.
В то же время он пытается спасти цыганку, однако её брат Хайраддин не доверяет ему и приказывает покинуть Францию. Дорвард проникает в замок Людовика XI и заставляет его взять себя на службу. После прибытия бургундского посла Филиппа-Жюльена Манчини, король Франции приказывает Дорварду охранять графиню Изабеллу ле Круа и в итоге он влюбляется в неё.
Герцог Бургундский берет под стражу Людовика и обвиняет в убийстве епископа. В качестве доказательства невиновности короля, Дорвард привозит голову де ла Марка. В благодарность, король Франции позволяет графине решить за кого она выйдет замуж. В то же время приходят известия о смерти дяди с которым она была помолвлена.

## Съёмка
Фильм снимался в следующих локациях:
- Замок Бодиам, Восточный Суссекс
- Замок Шамбор, Луар и Шер
- Замок Шенонсо, Эндр и Луара
- Замок Ментенон, Эр и Луар

## В ролях
- Роберт Тейлор — Квентин Дорвард
- Кэй Кендалл — графиня Изабелла ле Круа
- Роберт Морли — Людовик XI
- Джордж Коул — Хайраддин
- Алек Клуниз — Карл Смелый
- Дункан Ламонт — Виллем II де ла Марк
- Лайя Раки — цыганка
- Мариус Горинг — Филипп де Кревель
- Уилфрид Хайд-Уайт — королевский цирюльник
- Эрик Польман — оружейник
- Харкорт Уильямс — Луи де Бурбон
- Майкл Гудлифф — граф де Дюнуа
- Джон Карсон — Карл (герцог Орлеанский)
- Николас Хэннен — кардинал Балуа
- Эрнест Тесайджер  — лорд Кроуфорд
- Мултри Келсалл — лорд Малькольм

## Критика
Босли Краузер из The New York Times писал, что фильм получился неудачным и «ему [фильму] не хватает напряжения, когда ... интриги французского Людовика XI и герцога Бургундского изображаются на экране в такой длинной и тяжеловесной форме, что они сбивают с толку... И большая сцена драка с раскачивание на канатах ... довольно хороша».